# Tschernyschewsk
Tschernyschewsk (russisch Чернышевск) ist eine Siedlung städtischen Typs in der Region Transbaikalien (Russland) mit 13.359 Einwohnern (Stand 14. Oktober 2010).

## Geographie
Die Siedlung  liegt in der sich nördlich des linken Amur-Quellflusses Schilka in Transbaikalien erstreckenden Mittelgebirgslandschaft, etwa 300 Kilometer östlich der Regionshauptstadt Tschita. Am Ortsrand mündet das Flüsschen Aleur in die Kuenga, einen linken Nebenfluss der Schilka.
Die Siedlung Tschernyschewsk ist Verwaltungszentrum des gleichnamigen Rajons.

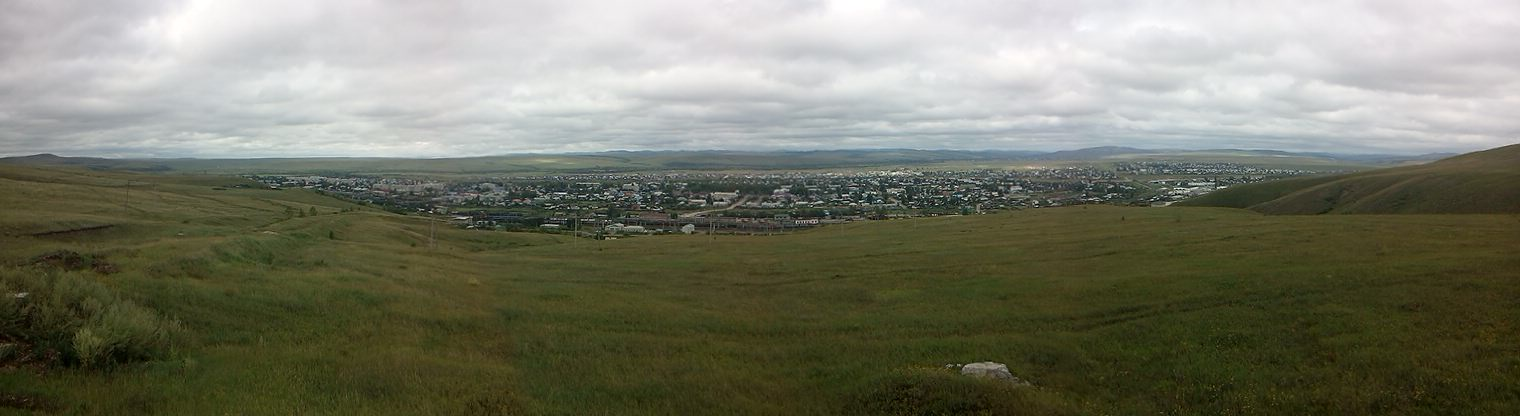
Panorama der Siedlung Tschernyschewsk
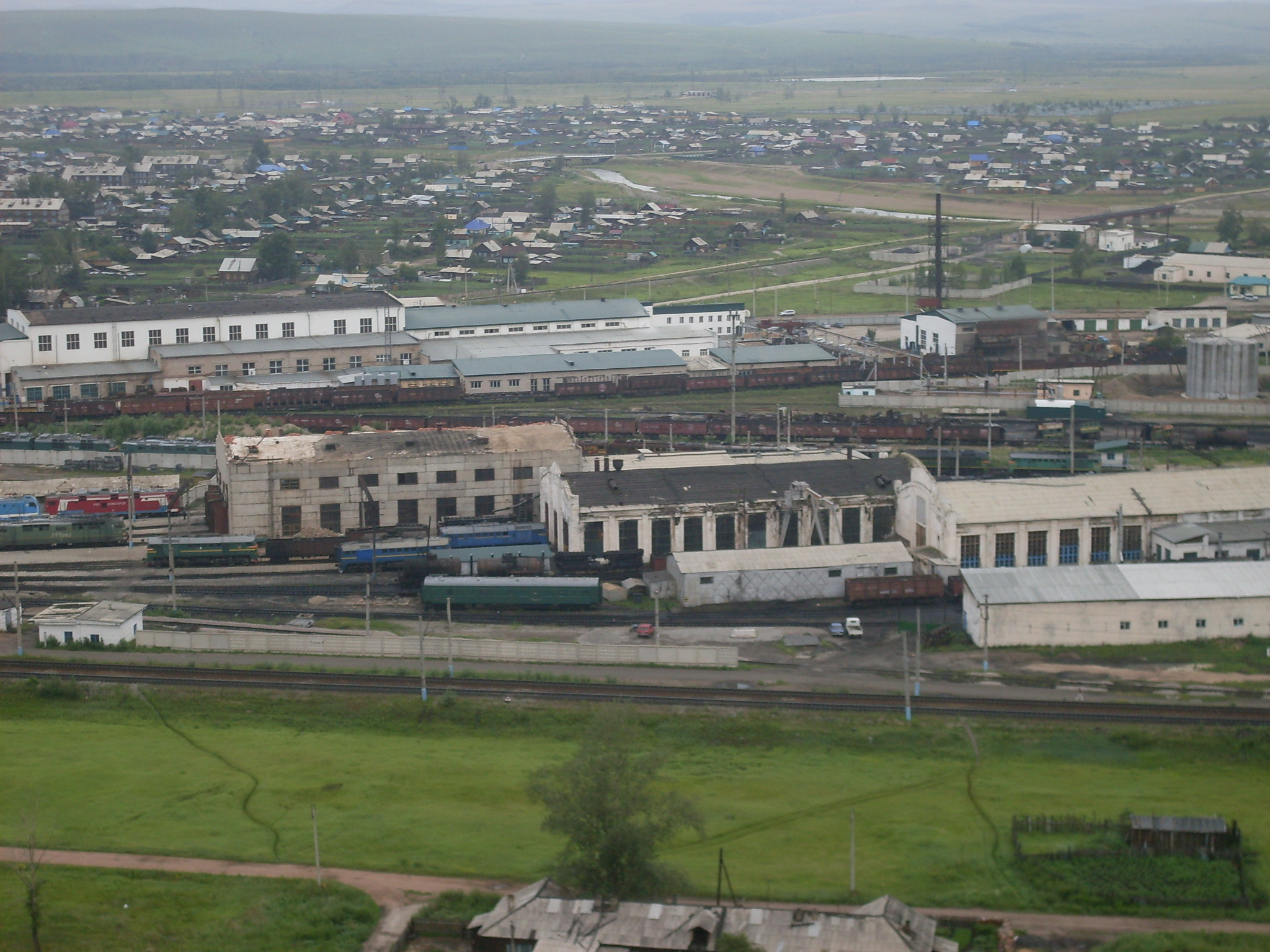
Bahnbetriebswerk Tschernyschewsk-Sabaikalski

## Geschichte
Etwa 1891 entstand unweit eines kleinen burjatischen Dorfes im Rahmen der Ansiedlung von Kosaken in Transbaikalien das Vorwerk Popowskaja wysselka, das sich bald zum Dorf Paschennoje entwickelte.
1907 wurde ausgehend von der Station Kuenga der damaligen Zweigstrecke der Transsibirischen Eisenbahn nach Sretensk mit dem Bau der Amureisenbahn in Richtung Chabarowsk begonnen, die unweit des Dorfes vorbeiführte. Hier entstand die Station Paschennaja mit zugehöriger Siedlung. Der Betrieb wurde um 1910 aufgenommen; die komplette Amurbahn bis Chabarowsk, in Folge Teil der Transsib-Hauptstrecke, wurde 1916 fertiggestellt.
Dorf und Stationssiedlung wuchsen allmählich zusammen, und 1938 wurde der Status einer Siedlung städtischen Typs verliehen, die nach dem Politiker Lasar Kaganowitsch – in dieser Zeit Verkehrs- und Schwerindustrieminister der Sowjetunion – den Namen imeni Kaganowitscha erhielt. 1956 bekam der Ort im Rahmen der Entstalinisierung den heutigen Namen zu Ehren des Schriftstellers Nikolai Tschernyschewski, der von 1864 bis 1883 nach Transbaikalien verbannt war.

### Bevölkerungsentwicklung
| Jahr | Einwohner |
| ---- | --------- |
| 1939 | 9.704     |
| 1959 | 11.412    |
| 1970 | 13.073    |
| 1979 | 15.464    |
| 1989 | 16.204    |
| 2002 | 13.031    |
| 2010 | 13.359    |

Anmerkung: Volkszählungsdaten

## Wirtschaft und Infrastruktur
Tschernyschewsk ist Station der Transsibirischen Eisenbahn (Stationsname Tschernyschewsk-Sabaikalski; Streckenkilometer 6587 ab Moskau; elektrifiziert seit 1988), von der hier eine 72 Kilometer lange Strecke in den Bergbauort Bukatschatscha abzweigt.
Die Eisenbahn ist der Hauptwirtschaftsfaktor des Ortes. Tschernyschewsk war bis zur Fertigstellung der Fernstraße M58 Amur nach Chabarowsk Endpunkt des westlichen Abschnittes Tschita–Tschernyschewsk und ist Teil der transsibirischen Straßenverbindung. Bis zur endgültigen Fertigstellung und vollständigen Asphaltierung der Fernstraße 2010 hatte die Bahnstation Bedeutung für die Umladung von Fahrzeugen und Gütern zur Eisenbahn.